# Pachyprotasis variegata
Pachyprotasis variegata är en stekelart som först beskrevs av Carl Fredrik Fallén 1808.  Pachyprotasis variegata ingår i släktet Pachyprotasis, och familjen bladsteklar. Arten är reproducerande i Sverige.